# هضاب فحوة
هضاب فحوة هي هضاب كبيرة تقع غرب حصاة قحطان وتبعد عنها حوالي 8 كيلومتر.

## التسمية
فحَوَة: أوله فاء موحدة ثم حاء مهملة مفتوحة بعدها واو مفتوحة وآخره هاء، وينطقها العامة بسكون الفاء قبلها همزة خفيفة، وهي هضاب حمراء وفيها ماء تقع غربا من حصاة آل عليّان حصاة قحطان - عماية العليا قديما -.

## السطح
وهي هضاب جرانيتيه حمراء وتكثر بها الأسطح الناعمة وامتداداتها من الشرق إلى الغرب وهي طويله نوعا ما. وتتكون من ست هضاب بجانب بعض وليست متشابكة ويبلغ بعض أطوالها أكثر من 3 كيلومتر. ويكثر بالهضبة الأشجار مثل السمر والطلح كما يوجد بها غيران اسمها غيران التمر.

## ذكرها في الكتب القديمة
- ذكرت بكتاب صفه جزيرة العرب للهمداني وهو ذكر غير شافي للباحث حيث قال: (ويمر بفجوات طريق حجاج الافلاج) وقد ذكرها باسم (فجوات) التي هي فحوات الآن وربما أن النساخ نسخوها بالجيم وليس الحاء. وورد لها ذكر في كتب المتأخرين مثل سعد الجنيدل.

- وقديما كان في بلاد الحريش. ويذكرها البعض بلفظ الجمع فيقولون لها فحوات وهي ثلاث هضبات متقاربة.
- وذكرت في كتاب الهمداني بجيم معجمة وبلفظ الجمع (فجوات) لأن التحديد الذي ذكره يتفق مع تحديد فحوة (فحوات).
- قال الهمداني وهو يرسم طريق حاج الأفلاج إلى مكة : على بطن طريق مكة النضرية ماء عذب ثم الأخرابة وهي في أجواف عماية (حصاة قحطان) ثم تخرج في صحراء حمة بعد أن قطعت عماية اليسرى (حصاة ال عليان) واليمنى عن يمينك (حصاة بن حويل) وقطعت فجوات قصيبات سود متقابلات، وتم وصفها بأنها سود وهذا قد يكون خطأ في النقل أو تحريفا من جراء تداول النساخ، ومثله يقع كثيرا في كتب المواضع القديمة، كما أنه يبدو لي أن كلمة قصيبات صحتها هضيبات جمع تصغير هضبة.
- انتهى ما قاله ابن جنيدل وفيه بعض المغالطات من حيث عددها وألوانها.
- وقال سعد الماضي (وهو الأقرب إلى الصواب): فحوات أو بني فحوة كما يسميها السكان المحليون : هضاب تقع في فسيح من الأرض يبلغ عددها ست هضاب كبيرة وست هضيبات صغيرة يبلغ الارتفاع العام لأرضها 900 متر فوق سطح البحر، ويبلغ ارتفاع أطولها وأكبرها 285مترا من سطح الأرض، وتقع فحوات في الطرف الجنوبي منها دارة كبرى، يحد هذه الدارة من الشرق جبال ليست بالمرتفعة تسمى برقاء مويسل وتحدها كذلك حصاة آل عليان (الحصاة القصوى) ، ومن الجنوب جبال أم الصّفّار، ومن الغرب ضليعات خربقاء وامتداداتها الشمالية الشرقية ومن الشمال مجموعة جبيلات أم مرخ وهضاب القويّمة .
- ومن هذه الدارة وبالقرب من هضاب فحوات تبد أعالي وادي السرحي الذي يصب في الركاء.

 السعودية
محافظة الرين